# Корпус вартових Ісламської революції
Корпус вартових Ісламської революції (скорочено — КВІР) (перс. سپاه پاسداران انقلاب اسلامی / сепаг-е пасдаран-е енгелаб-е есламі; зазвичай просто Сепаг або Пасдаран — вартові) — військова гілка виконавчої влади Ісламської республіки Іран. Згідно зі статтею 150 конституції країни існує паралельно зі збройними силами Ірану та відповідає за захист Ісламської революції та її звершень.
Офіційно створено Рухоллою Хомейні як військова організація у травні 1979 року після Іранської революції. 

У той час як іранська армія захищає суверенітет країни традиційно, конституційний мандат КВІР полягає в забезпеченні цілісності Ісламської Республіки. 

Більшість інтерпретацій цього мандату стверджують, що він доручає КВІР запобігання іноземному втручанню в справи Ірану, придушення державних переворотів, здійснених традиційними військовими, та придушення «девіантних рухів», які шкодять ідеологічній спадщині Ісламської революції. 

Уряди США, Ізраїлю, Саудівської Аравії, Бахрейну, Канади та Швеції визнають КВІР терористичною організацією.
Станом на 2024 рік, КВІР мав приблизно 125 000 особового складу. 
Військово-морські сили КВІР, на 2025 рік, є основною силою Ірану, яка здійснює оперативний контроль над Перською затокою, 

виконуючи роль фактичної берегової охорони. 
«Басідж» КВІР , воєнізоване добровольче ополчення, має ще приблизно 90 000 активних військовослужбовців. 

Воно керує медіа-підрозділом — «Sepah News» в Ірані. 

16 березня 2022 року запроваджено нове незалежне відділення під назвою «Командування захисту та безпеки ядерних центрів», що займається ядерною програмою Ірану. 

Виникнувши як ідеологічне ополчення, КВІР відіграє дедалі більшу роль майже в усіх аспектах іранської політики, економіки (включно з енергетичною та харчовою промисловістю) та суспільства. 
У 2010 році BBC News назвала організацію «бізнес-імперією». 
 
У 2019 році Reuters назвало її «промисловою імперією з політичним впливом». 

Розширена соціальна, політична, військова та економічна роль КВІР за Махмуда Ахмадінежада, особливо під час президентських виборів 2009 року та придушення протестів після виборів, змусила багатьох західних аналітиків стверджувати, що він перевершив навіть правлячий клерикальний клас країни за рівнем політичної влади. 

У 2019-25 рр. Хоссейн Саламі обіймав посаду чинного головнокомандувача КВІР. 

Його убито разом з численними високопоставленими офіцерами під час хвилі ізраїльських ударів, розпочатих 13 червня 2025 року. 

## Організація
Головна роль цих сил полягає у забезпеченні національної безпеки. 
Вони відповідають за внутрішню та прикордонну безпеку, правоохоронну діяльність, а також за ракетні сили Ірану. 
Операції КВІР спрямовані на асиметричну війну та менш традиційні обов'язки. 
До них належать боротьба з контрабандою, контроль над Ормузькою протокою та операції опору. 

КВІР покликаний доповнювати традиційну роль регулярних іранських збройних сил, оскільки ці дві сили діють окремо та зосереджуються на різних оперативних ролях. 

КВІР – об'єднані сили з власними сухопутними військами, флотом, 

повітряними силами, розвідкою
 
та спецпідрозділами. 
Вони також контролюють ополчення Басідж. 
Басідж – сила, що базується на добровольцях, що налічує 90 000 солдатів регулярної служби та 300 000 резервістів. КВІР офіційно визнаний складовою іранських збройних сил відповідно до статті 150 Конституції Ірану. 

Він є окремим та паралельним до іншого роду збройних сил Ірану — Артеш (інше перське слово, що означає армія). Особливо у водах Перської затоки очікується, що КВІР візьме на себе контроль над будь-якою відповіддю Ірану на напади на його ядерні об'єкти. 

### Історія та структура
КВІР утворено 5 травня 1979 року 
 
після Іранської революції 1979 року з метою об'єднання кількох воєнізованих формувань в єдину силу, лояльну новому уряду, та для функціонування як противага впливу та влади регулярних військових, які спочатку розглядалися як потенційне джерело опозиції через свою традиційну лояльність до шаха. 
З початку нового ісламського уряду Пасдаран (Pasdaran-e Enghelab-e Islami) функціонував як корпус вірних. Конституція Ісламської Республіки доручила захист територіальної цілісності та політичної незалежності Ірану регулярним військовим (Артеш), водночас покладаючи на Пасдаран відповідальність за збереження самої Революції. 

Через кілька днів після повернення аятоли Рухолли Хомейні до Тегерану 1 лютого 1979 року тимчасова адміністрація Мегді Базаргана створила Пасдаран згідно з указом Хомейні від 5 травня. 
Пасдаран мав на меті захистити Революцію та допомогти правлячим священнослужителям у щоденному забезпеченні дотримання ісламських кодексів та моралі нового уряду. 
Були й інші, можливо, важливіші, причини для створення Пасдарану. 
Революція мала спиратися на власні сили, а не запозичувати зіпсовані підрозділи попереднього режиму. 
Як одна з перших революційних інституцій, Пасдаран допоміг легітимізувати Революцію та надав новому уряду збройну основу підтримки. 
Більше того, створення Пасдарану стало сигналом як населенню, так і регулярним збройним силам про те, що уряд Хомейні швидко створює власний правоохоронний орган. 

Таким чином, Пасдаран, разом зі своїм політичним аналогом, Джихад відбудови та розвитку, приніс новий порядок в Іран. 
З часом Пасдаран за своїми функціями став конкурувати з поліцією та судовою системою.
Хоча КВІР діяв незалежно від регулярних збройних сил, його часто вважали самостійною військовою силою через його важливу роль в обороні Ірану. 
КВІР складається з наземних, військово-морських та авіаційних військ, які є аналогічними структурі регулярних збройних сил. 
Пасдарану було «надано контроль над програмою балістичних ракет Ірану як щодо використання, так і щодо розробки ракет». 

Також під егідою «Пасдарану» перебували Сили Басідж (Мобілізаційні сили опору) – мережа, що потенційно налічувала до мільйона активних осіб, до яких можна було звернутися у скрутну хвилину. 
«Басідж» могли бути спрямовані на допомогу в обороні країни від внутрішніх або зовнішніх загроз, але до 2008 року їх також залучали до мобілізації виборців на виборах та, як стверджується, до втручання в такі дії. 
Ще одним елементом є Сили «Кудс» – підрозділи спеціального призначення, що відповідають за виконання нетрадиційних бойових завдань і, як відомо, брали участь у наданні допомоги та навчанні різних бойових організацій по всьому світу. 

Пасдаран тісно пов'язаний з Верховним лідером Хаменеї, який прийшов до влади в 1989 році, і використовував Пасдаран для завоювання підтримки за допомогою експропрійованих державних ресурсів. 
Повідомляється, що він сягав «далеко в низи та призначав нових полковників і бригадирів. «Хаменеї мікрокерує всією системою, тому всі йому лояльні. 
Він гіперактивний та знає кожного командира нижчого рангу і навіть імена їхніх дітей», – стверджує Мегді Халаджі з Вашингтонського інституту близькосхідної політики. 

«Басідж» та «Пасдаран» відіграли важливу роль у придушенні «Зеленого руху», і ця  роль дала їм політичну перевагу в Ірані. 
На думку принаймні одного джерела (Аббас Мілані, директор програми іранських досліджень у Стенфорді), режим «явно... вважав, що втратить контроль, і КВІР та «Басідж» врятували становище. У результаті КВІР тепер має перевагу. Хаменеї знає, що без КВІР він залишиться без роботи за двадцять чотири години». 

Яг'я Рахіма Сефаві, який очолював Корпус вартових ісламської революції з 1997 року, звільнено з посади головнокомандувача Корпусу вартових ісламської революції у серпні 2007 року. 
Звільнення Сефаві порушило баланс сил в Ірані на користь консерваторів. 
В аналізі міжнародної преси усунення Сефаві розглядалося як ознака зміни оборонних стратегій Ірану, але загальна політика Корпусу вартових ісламської революції не визначалася особисто його рішеннями. 

Провідного іранського вченого-ядерника Мохсена Фахрізаде убито у Тегерані, Іран, 27 листопада 2020 року. 
Фахрізаде вважався головною рушійною силою таємної ядерної програми Ірану протягом багатьох десятиліть. 
Газета «Нью-Йорк Таймс» повідомила, що за цією атакою стояв ізраїльський «Моссад», і що Мік Малрой, колишній заступник міністра оборони з питань Близького Сходу, назвав смерть Фахрізаде «невдачею для ядерної програми Ірану», і що він також був старшим офіцером Корпусу вартових ісламської революції, і що це «посилить бажання Ірану відповісти силою». 

Корпус час від часу роздавав пакети продовольчої допомоги.

### Військова структура
Наприкінці липня 2008 року з'явилися повідомлення про те, що КВІР проводить кардинальні зміни своєї структури. 
У вересні 2008 року Корпус вартових ісламської революції Ірану створив 31 дивізію та автономне ракетне командування. 
Нова структура перетворює КВІР з централізованих на децентралізовані сили з 31 провінційним корпусом, командири яких мають широкі повноваження та владу. 
Згідно з планом, кожна з тридцяти провінцій Ірану матиме провінційний корпус, окрім Тегеранської провінції, де їх буде два. 

#### Командування кібербезпеки Корпусу вартових Ісламської революції
У 2007 році було створено Командування кібербезпеки як частину кіберзахисту КВІР. 

#### Басідж
Спочатку «Басідж Мустазафін» були окремою організацією, але в 1980 році їх об'єднали в Корпус, а з 2008 року вони стали частиною його сухопутних військ. 

«Басідж» — воєнізоване добровольче ополчення або «ополчення в цивільному», засноване за наказом аятоли Хомейні в листопаді 1979 року. 
4 листопада 1979 року, звертаючись до Корпусу вартових ісламської революції під час кризи із заручниками в Ірані, Хомейні наказав створити армію з «двадцяти мільйонів іранців» (Артеш-е біс мільйон), проголосивши:
Спорядіться, пройдіть військову підготовку та навчайте своїх друзів. Надайте військову підготовку тим, хто не навчений. В ісламській країні кожен повинен бути солдатом і мати військову підготовку. ... країна з 20 мільйонами молодих людей [повинна мати] 20 мільйонів стрільців, армію з 20 мільйонів"
Вважається, що ця заява та стаття 151 конституції, яка закликає уряд «забезпечити програму військової підготовки з усіма необхідними умовами для всіх своїх громадян згідно ісламських критеріїв, таким чином, щоб усі громадяни завжди могли брати участь у збройній обороні Ісламської Республіки Іран», стосуються «Басідж». 

Хоча «офіційні оцінки Ірану іноді оцінюють їхню загальну чисельність як неповного, так і повного складу у понад 20 мільйонів», інші оцінюють чисельність «Басідж» у «основну чисельність від 90 000 до 600 000» (CSIS, 11 січня 2018 р., с.  4); у 100 000, при цьому «сотні тисяч додаткових «Басідж» можуть бути мобілізовані у разі повномасштабної війни» (CRS, 23 травня 2018 р., с.  18). 

Басідж є «найпомітнышим символом» сили Пасдарану, членів якого «можна побачити на розі вулиць у кожному іранському місті». 

Вони (принаймні теоретично) підпорядковуються Корпусу вартових ісламської революції та чинному Верховному лідеру аятоллі Хаменеї та отримують від них накази. 
Однак їх також описували як «слабко пов'язану групу організацій», включаючи «багато груп, контрольованих місцевими священнослужителями». 
Наразі Басідж служать допоміжними силами, що займаються такими видами діяльності, як внутрішня безпека, а також допоміжні правоохоронні сили, надання соціальних послуг, організація публічних релігійних церемоній, а також як поліція моралі та придушення зібрань дисидентів.

#### Сили Кудс
Елітні сили «Кудс» (або Єрусалимські сили), які іноді називають наступником шахської Імперської гвардії, оцінюються в 2000–5000 осіб. 
 
Це підрозділ спеціальних операцій, що займається діяльністю за кордоном. 

Ці сили фактично не беруть участі безпосередньо.

#### Аерокосмічні сили
Повітряно-космічні сили Корпусу вартових Ісламської революції (IRGCASF; перс. نیروی هوافضای سپاه پاسداران انقلاب اسلامی, трансліт. niru-ye havâfazây-e sepâh-e pâsdârân-e enghelâb-e eslâmi, офіційно акронім NEHSA) —стратегічні ракетно-повітряно-космічні сили у складі Корпусу вартових Ісламської революції (КВІР) Ірану. 
У 2009 році їх перейменували з Повітряних сил КВІР на Повітряно-космічні сили КВІР. 

Мають у складі 15 000 осіб, близько 80 літаків та експлуатують кілька тисяч мобільних балістичних ракет малої та середньої дальності, а також Shahab-3 з дальністю до 2100 кілометрів.

#### Військово-морський флот
КВІР розпочав військово-морські операції, використовуючи переважно тактику рою та швидкісні катери під час «танкерної фази» ірано-іракської війни.
ВМС КВІР та регулярні ВМС Артеш перетинають функції та зони відповідальності, але вони відрізняються за способом навчання та оснащення, а що ще важливіше, також за способом ведення бойових дій. 
ВМС Корпусу вартових ісламської революції мають великий арсенал малих швидкісних ударних суден і спеціалізуються на асиметричній тактиці «напад і втеча». 
Вони більше схожі на партизанські сили на морі та мають великі арсенали берегової оборони, протикорабельних крилатих ракет і мін. 

Вони також мають підрозділ «Такаваран» («Спеціальні сили ВМС Сепах») (SNSF). 
ВМС отримали 750 нових кораблів у липні 2024 року. 

#### Розвідка
Управління розвідки Корпусу звинувачують у втручанні в президентські вибори в Ірані 2021 року. 

#### Чисельність
У виданні «Військовий баланс» за 2020 рік, опублікованому IISS, йдеться, що КВІР має близько 190 000 активних військовослужбовців і контролює Басідж після мобілізації (до 40 000 активних вояків). 

За оцінками, Сухопутні сили налічують 150 000 осіб, а Повітряно-космічні сили, які контролюють стратегічні ракетні сили Ірану, налічують близько 15 000 осіб. 

За оцінками, Військово-морські сили налічують щонайменше 20 000 осіб, включно з 5000 морськими піхотинцями. 

## Військові звання та знаки розрізнення
| Категорії                | Вищі офіцери       | Вищі офіцери       | Вищі офіцери      | Вищі офіцери      | Вищі офіцери       | Вищі офіцери       | Вищі офіцери      | Вищі офіцери      | Вищі офіцери        | Вищі офіцери        | Старші офіцери | Старші офіцери | Старші офіцери       | Старші офіцери       | Старші офіцери | Старші офіцери | Молодші офіцери | Молодші офіцери | Молодші офіцери     | Молодші офіцери     | Молодші офіцери     | Молодші офіцери     | Молодші офіцери     | Молодші офіцери     |  |
| ------------------------ | ------------------ | ------------------ | ----------------- | ----------------- | ------------------ | ------------------ | ----------------- | ----------------- | ------------------- | ------------------- | -------------- | -------------- | -------------------- | -------------------- | -------------- | -------------- | --------------- | --------------- | ------------------- | ------------------- | ------------------- | ------------------- | ------------------- | ------------------- |  |
| Іранське звання          | Армійський генерал | Армійський генерал | Корпусний генерал | Корпусний генерал | Дивізійний генерал | Дивізійний генерал | Бригадний генерал | Бригадний генерал | Brigadier General   | Brigadier General   | Полковник      | Полковник      | Підполковник         | Підполковник         | Майор          | Майор          | Капітан         | Капітан         | Перший лейтенант    | Перший лейтенант    | Другий лейтенант    | Другий лейтенант    | Третій лейтенант    | Третій лейтенант    |  |
| Іранське звання          | Artešbod pāsdār    | Artešbod pāsdār    | Sepahbod pāsdār   | Sepahbod pāsdār   | Sarlaškar pāsdār   | Sarlaškar pāsdār   | Sartīp pāsdār     | Sartīp pāsdār     | Sartīp dovom pāsdār | Sartīp dovom pāsdār | Sarhang pāsdār | Sarhang pāsdār | Sarhang dovom pāsdār | Sarhang dovom pāsdār | Sargord pāsdār | Sargord pāsdār | Sarvān pāsdār   | Sarvān pāsdār   | Sotvān yekom pāsdār | Sotvān yekom pāsdār | Sotvān dovom pāsdār | Sotvān dovom pāsdār | Sotvān sevom pāsdār | Sotvān sevom pāsdār |  |
| Українська відповідність | Генерал            | Генерал            | Генерал-лейтенант | Генерал-лейтенант | Генерал-майор      | Генерал-майор      | Бригадний генерал | Бригадний генерал | відсутньо           | відсутньо           | Полковник      | Полковник      | Підполковник         | Підполковник         | Майор          | Майор          | Капітан         | Капітан         | Старший лейтенант   | Старший лейтенант   | Лейтенант           | Лейтенант           | Молодший лейтенант  | Молодший лейтенант  |  |

| Іранське звання          |               |               |               |               |               |               |               |               |                  |                  |                 |                 |                |                |                |                |                |                |                  |                  |                  |                  |                  |                  |                  |                  |                |                |                |                |                |                |              |              |              |              |              |           |        |        |
| Razmdār yekom            | Razmdār yekom | Razmdār yekom | Razmdār yekom | Razmdār yekom | Razmdār yekom | Razmdār yekom | Razmdār yekom | Razmdār dovom | Razmdār dovom    | Razmāvar yekom   | Razmāvar yekom  | Razmāvar dovom  | Razmāvar dovom | Razmāvar dovom | Razmāvar dovom | Razmāvar dovom | Razmāvar dovom | Razmāvar sevom | Razmāvar sevom   | Razmāvar sevom   | Razmāvar sevom   | Razmāvar sevom   | Razmāvar sevom   | Razmāvar sevom   | Razmāvar sevom   | Razmyār          | Razmyār        | Razmyār        | Razmyār        | Razmyār        | Razmyār        | Sarbāz yekom   | Sarbāz yekom | Sarbāz dovom | Sarbāz dovom | Sarbāz dovom | Sarbāz dovom | Sarbāz    | Sarbāz |        |
| Українська відповідність | Штаб-сержант  | Штаб-сержант  | Штаб-сержант  | Штаб-сержант  | Штаб-сержант  | Штаб-сержант  | Штаб-сержант  | Штаб-сержант  | Головний сержант | Головний сержант | Старший сержант | Старший сержант | Сержант        | Сержант        | Сержант        | Сержант        | Сержант        | Сержант        | Молодший сержант | Молодший сержант | Молодший сержант | Молодший сержант | Молодший сержант | Молодший сержант | Молодший сержант | Молодший сержант | Старший солдат | Старший солдат | Старший солдат | Старший солдат | Старший солдат | Старший солдат | відсутньо    | відсутньо    | відсутньо    | відсутньо    | відсутньо    | відсутньо | Солдат | Солдат |

## Участь у конфліктах

### Громадянська війна в Лівані
Під час громадянської війни в Лівані КВІР відправив війська для навчання бійців у відповідь на вторгнення Ізраїлю до Лівану в 1982 році. 

Деякі, головним чином християнські ополчення, такі як Ліванські сили, Катаїб та більшість християнських груп, оголосили війну КВІР, стверджуючи, що вони порушують суверенітет Лівану, тоді як інші, включно з мусульманським ополченням, поставилися нейтрально до їхньої присутності. 
Такі групи, як ПСП та Мурабітон, не схвалювали їхню присутність, але для збереження політичних союзів вирішили не висловлюватись з цього питання.

### Ліванська війна 2006 року
Повідомляється, що під час війни в Лівані 2006 року кілька бійців Корпусу вартових ісламської революції були вбиті ізраїльськими військами в Баальбеку, місті поблизу сирійського кордону. 

Ізраїльські чиновники вважають, що сили Корпусу вартових ісламської революції були відповідальні за навчання та оснащення бійців Хезболли, які стояли за ракетним обстрілом індійського судна INS Hanit , в результаті якого загинули четверо ізраїльських моряків, а судно серйозно пошкоджено. 

### Авіакатастрофа 2006 року
У січні 2006 року, як повідомляли іранські ЗМІ, літак Falcon КВІР розбився поблизу Урмії, приблизно за 560 миль на північний захід від Тегерану, поблизу турецького кордону. 
Усі п'ятнадцять пасажирів загинули, включаючи дванадцять старших командирів КВІР. 
Серед загиблих був генерал Ахмад Каземі, командувач сухопутних військ КВІР та ветеран ірано-іракської війни. 

Генерал Масуд Джазаєрі, речник Корпусу вартових ісламської революції, повідомив державному радіо, що обидва двигуни літака відмовили, шасі заклинило, а на той час був снігопад і погана видимість. 

### Можливі напади на сили «Кудс»
7 липня 2008 року журналіст-розслідувач і письменник Сеймур Герш написав статтю в газеті «The New Yorker», у якій зазначалося, що адміністрація Буша підписала президентський указ , який дозволяє Відділу спеціальної діяльності ЦРУ розпочати транскордонні воєнізовані операції з Іраку та Афганістану до Ірану. 
Ці операції будуть спрямовані проти сил «Кудс» під звітних КВІР, який звинувачують у неодноразових актах насильства в Іраку, та «важливих цілей» у війні з тероризмом. 

### Теракт в Пішині
Теракт в Пішині
У жовтні 2009 року кілька високопоставлених командирів Корпусу вартових ісламської революції загинули внаслідок вибуху терориста-смертника в районі Пішин у Систан-Белуджистані на південному сході Ірану. 
Іранське державне телебачення повідомило, що внаслідок нападу загинула 31 людина та понад 25 отримали поранення. Також загинули шиїтські та сунітські лідери племен. 
Відповідальність за напад взяло на себе сунітське повстанське угруповання белуджів Джундулла. 
Спочатку іранський уряд звинуватив у причетності до нападів Сполучені Штати, 

а також Саудівську Аравію, Велику Британію, а пізніше Пакистан у їхній нібито підтримці угруповання «Джундулла». 
 
Сполучені Штати заперечували свою причетність, 

але деякі повідомлення про допомогу США «Джундалла» за часів адміністрації Буша надійшли із західних джерел. 

Напад, ймовірно, підготовлено в Пакистані, і кількох підозрюваних заарештували. 

### Сирія, 2011–2024
До початку сирійської війни в Сирії Іран мав від 2000 до 3000 офіцерів КВІР, які допомагали навчати місцеві війська та керували маршрутами постачання зброї та грошей до сусіднього Лівану. 

Генерал Каані, старший офіцер КВІР, сказав: «Якби Ісламська Республіка не була присутня в Сирії, різанина мирних жителів була б вдвічі гіршою. Вона фізично та нематеріально зупинила повстанців від убивства ще більшої кількості сирійського народу». 

Солдати КВІР разом з вояками Хезболли та членами іранського ополчення Басідж брали участь у захопленні Кусейра у повстанських сил 9 червня 2013 року. 

У 2014 році Іран збільшив розгортання КВІР в Сирії. 

До кінця 2015 року в Сирії загинуло 194 військовослужбовці КВІР; майже всі вояки були офіцерами, деякі навіть досягли звання бригадира. 

Крім того, загинуло 354 афганських комбатанти, 

які воювали під командуванням КВІР у складі оснащеної та навченої КВІР бригади Фатеміюн, яка входить до складу угруповання Хезболла в Афганістані. 

Ще 21 пакистанець також загинув у складі бригади Заїнабіюн. 

Афганські та пакистанські іммігранти добровільно зголосилися вирушити до Сирії в обмін на зарплату та громадянство. Афганців набирали здебільшого з біженців всередині Ірану, і зазвичай вони мали бойовий досвід до вступу до лав КВІР; їхній статус як військовослужбовців іранських військових лише розпливчасто визнається, а іноді й заперечується, попри те, що вояки були бійцями у формі та під керівництвом офіцерів КВІР. 
Вони проходили навчання та екіпіровку в Ірані, отримували зарплату від іранських військових, а також отримували державні похорони за участю військовослужбовців КВІР у формі. 

Середина-кінець жовтня 2015 року були особливо кривавими для КВІР через активізацію їхньої участі в наступальних операціях навколо Алеппо. За цей час у боях у Сирії загинуло 30 офіцерів КВІР, включаючи «трьох генералів, командирів батальйонів, капітанів та лейтенантів» та «один пілот», а також кілька афганських та пакистанських вояків. 

Серед загиблих були генерал Хоссейн Хамадані, 
 
Фаршад Хосунізаде (полковник КВІР та колишній командир бригади спецпризначення «Саберін»), Мостафа Садрзаде (командир батальйону «Омар» бригади «Фатміюн») та Хамід 
Моджтаба Мохтарбанд (командир КВІР). 

### Ірак, 2014–дотепер
Повідомлялося, що два батальйони КВІР діють в Іраку, намагаючись протистояти наступу на півночі Іраку у 2014 році. 

КВІР вважається принциповим союзником Сил народної мобілізації, вільної коаліції шиїтських ополченців, союзників іракського уряду в його боротьбі проти Ісламської держави Іраку та Сирії (ІДІЛ). 
Генерал-майор Касем Сулеймані відіграв ключову роль в іранській наземній місії в Іраку проти ІДІЛ, ймовірно планував Другу битву за Тікрит. 

У грудні 2014 року бригадного генерала Гаміда Такаві, ветерана ірано-іракської війни 1980–88 рр., убитр снайперами в Самаррі. 

У травні 2017 року Шаабана Нассірі, високопоставленого командира КВІР, вбито в бою поблизу Мосула, Ірак. 

У грудні 2019 року ВПС США завдали авіаударів по сховищах зі зброєю та об'єктах бойового угруповання Катаїб Хезболла, що спонсорується КВІР. 
У відповідь угруповання напало на посольство США в Багдаді в «зеленій зоні» . 

3 січня 2020 року Сулеймані убитj в результаті удару американського безпілотника по міжнародному аеропорту Багдада разом з командиром PMF Абу Магді аль-Мугандісом. 

### Збиття ізраїльського безпілотника у 2014 році
КВІР заявив, що збив ізраїльський безпілотник, що наближався до ядерного об'єкта в Натанзі. 
  
За даними ISNA , «збитий літак був малопомітним, з функцією ухилення від радарів... і був уражений ракетою класу «земля-повітря», перш ніж йому вдалося потрапити в цей район». 

У заяві революційної гвардії не згадується, як вони розпізнали його як ізраїльський безпілотник. 
Ізраїль не надав жодних коментарів. 

### Збиття Boeing 737 під Тегераном
Іранська влада спочатку заперечувала відповідальність за інцидент з рейсом 752 авіакомпанії «Міжнародні авіалінії України». 
Однак пізніше КВІР визнав, що літак збито помилково. 

Повітряно-космічні сили КВІР взяли на себе «повну відповідальність» за ненавмисне збиття літака ракетою класу «земля-повітря» 8 січня 2020 року. 

Президент Хасан Рухані заявив, що літак наближався до бази КВІР, коли його було збито: за словами високопоставленого командувача КВІР, літак помилково прийняли за крилату ракету. 

17 січня 2020 року КВІР захищав Алі Хаменеї під час п'ятничної проповіді. 
Він назвав збиття літака «гіркою» трагедією, а також заявив, що «вороги Ірану» використали катастрофу та визнання військових, щоб «послабити» КВІР. 

### Спеціальна операція в Пакистані
3 лютого 2021 року КВІР оголосив про проведення розвідувальної операції на території Пакистану з метою порятунку двох своїх прикордонників, яких два з половиною роки тому взяла в заручники організація Джаїш уль-Адль. 

### Участь у російсько-українській війні
21 жовтня 2022 року у прес-релізі Білого дому зазначалося, що іранські вояки перебувають у Криму, допомагаючи Росії здійснювати атаки безпілотників на цивільне населення та цивільну інфраструктуру. 

24 листопада українські чиновники заявили, що військові вбили десятьох іранців і будуть атакувати будь-яку подальшу іранську військову присутність в Україні. 

Інститут вивчення війни оцінив, що це, ймовірно, військовослужбовці Корпусу вартових Ісламської революції або пов'язаного з КВІР персоналу, оскільки це формування є основним оператором іранських безпілотників. 

### Квітень 2024 року іранські удари по Ізраїлю
13 квітня 2024 року КВІР, у співпраці з Ісламським спротивом в Іраку, Хезболлою та Ансар Аллах (хуситами), розпочав атаки проти Ізраїлю та окупованих Ізраїлем Голанських висот, використовуючи дрон-камікадзе, крилаті ракети та балістичні ракети. 

Це була відповідь за бомбардування Ізраїлем іранського посольства в Дамаску 1 квітня, 

в результаті якого загинули два іранські генерали. 

Удар розглядався як наслідок війни в Газі та став першим прямим нападом Ірану на Ізраїль з початку їхнього проксі-конфлікту. 

Цей напад був найбільшою спробою удару безпілотника в історії, 

спрямованою на подолання протиповітряної оборони. 
Це був перший випадок з часів ракетних ударів Іраку в 1991 році, коли Ізраїль зазнав прямого нападу з боку державних сил. 

## Вплив

### Політичний
Як елітна група, члени «Пасдарану» мають вплив у політичному світі Ірану. 
Махмуд Ахмадінежад (президент 2005–2013) приєднався до КВІР у 1985 році, спочатку беручи участь у військовій операції в Іракському Курдистані, а потім обійняв посаду менеджер з логістики. 
Більшість його першого кабінету складалися з ветеранів КВІР. 

Майже третина членів, обраних до Меджлісу Ірану у 2004 році, створили фракцію «Пасдаран». 

Також членів КВІР призначено послами, мерами, губернаторами провінцій та високопосадовцями. 

Однак статус ветерана КВІР не означає єдиної точки зору. 

Зміцненню влади КВІР сприяли їхня протидія «Зеленому руху», коли тисячі іранців протестували проти порушень на виборах у 2009 році, що призвело до перемоги Махмуда Ахмадінежада над реформатором Мір-Хоссейн Мусаві. 
Коли «демонстрації набирали обертів, сили безпеки втрутилися, заарештовуючи, побиваючи та вбиваючи протестувальників». 
Вважалося, що КВІР відіграв вирішальну роль у придушенні руху, який «ознаменував поворотний момент» для Ісламської Республіки. 

У відео, що потрапило в інтернет, тодішній лідер Пасдарану (генерал Мохаммед Алі Джаафарі) виступив проти протесту, назвавши його таким, що кидає виклик «документам революції», але попередив, що це «удар, який послабив фундаментальні стовпи режиму» та продемонстрував, що правителі Ірану «більше не можуть розраховувати на підтримку народу», «Будь-хто, хто відмовляється розуміти ці нові умови, не досягне успіху». 

Аятола Хомейні закликав до того, щоб збройні сили країни залишалися поза політикою. 
Однак Конституція, у статті 150, визначає КВІР як «охоронця Революції та її досягнень», що принаймні частково є політичною місією. 
Тому його початкові погляди стали предметом дискусій. 
Прихильники Басіджі виступали за політизацію, тоді як реформісти, помірковані та Хассан Хомейні виступали проти цього. 
Президент Рафсанджані змусив КВІР до військової професіоналізації та ідеологічної дерадикалізації, щоб обмежити його політичну роль, але КВІР стаd природними союзниками Верховного лідера Алі Хаменеї, коли реформісти почали йому протидіяти. 
 
КВІР зміцнів за президента Ахмадінежада та взяв на себе офіційне командування ополченням Басіджі на початку 2009 року. 

Хоча Альянс будівельників ісламського Ірану (або Абадгаран) ніколи прямо не підтримує та не пов'язує себе з жодною політичною партією, його широко розглядають як політичний фронт Корпусу вартових ісламської революції. 
Багато колишніх членів (включно з Ахмадінежадом) приєдналися до цієї партії останніми роками, і, як повідомляється, Корпус вартових ісламської революції надавав їм фінансову підтримку.

### Економічна діяльність
КВІР спочатку розширив свою комерційну діяльність через неформальні соціальні мережі ветеранів та колишніх чиновників. 
Посадовці КВІР конфіскували активи багатьох біженців, які втекли з Ірану після падіння уряду Абдулхассана Банісадра. 
На середину 2020-х рр. це величезний конгломерат, який контролює ракетні батареї та ядерну програму Ірану, а також багатомільярдну бізнес-імперію, що охоплює майже всі сектори економіки. 

Оцінки частки економіки Ірану, яку він контролює через низку дочірніх компаній та трастів 
, 
варіюються від десяти відсотків 

до понад 50. 

За оцінками газети «Лос-Анджелес Таймс», КВІР має зв'язки з понад ста компаніями, а його річний дохід у бізнесі та будівництві перевищує 12 мільярдів доларів. 

КВІР отримав контракти на мільярди доларів у нафтогазовій та нафтохімічній промисловості, а також великі інфраструктурні проекти. 

Сполучені Штати назвали наступні комерційні структури такими, що належать або контролюються КВІР та його лідерами. 
- Хатам аль-Анбія, головний інженерний підрозділ КВІР та один з найбільших підрядників Ірану, що наймає близько 25 000 інженерів та персоналу на військових (70%) та невійськових (30%) проектах[100] кошторисом понад 7 мільярдів доларів у 2006 році.[106]
- Oriental Oil Kish(інші мови) (нафтогазова промисловість)[107]
- Горб-Нух[107]
- «Sahel Consultant Engineering»[107]
- Горб-Кербела[107]
- «Sepasad Engineering Co.» (земляні роботи та будівництво тунелів)[107]
- Омран-Сахель[107]
- Компанія «Хара» (земляні роботи та будівництво тунелів)[107]
- «Gharargahe Sazandegi Ghaem»[107]
- Консалтинговий інженерний інститут Іменсазан(інші мови). (дочірня компанія Хатам аль-Анбія)
- Інженерний інститут Фатера(інші мови) (дочірня компанія Хатам аль-Анбія)

У вересні 2009 року уряд Ірану продав 51% акцій Іранської телекомунікаційної компанії консорціуму Mobin Trust (Etemad-e-Mobin), групі, пов'язаній з КВІР, за суму 7,8 мільярда доларів. 
Це була найбільша угода на Тегеранській фондовій біржі в історії. 

КВІР також володіє 45% акцій автомобільної Bahman Group та має контрольний пакет акцій іранського військово-морського гіганта SADRA через Хатам аль-Анбія. 

КВІР також здійснює вплив на боняди — заможні, неурядові нібито благодійні фонди, контрольовані ключовими священнослужителями. 
Структура революційних фондів наслідує стиль неформальних та позалегальних економічних мереж часів шаха. 
Їхній розвиток розпочався на початку 1990-х років, набрав обертів протягом наступного десятиліття та ще більше прискорився завдяки багатьом вигідним контрактам без торгів за часів президентства Ахмадінежада. 

КВІР здійснює неформальний, але реальний вплив на багато таких організацій, зокрема:
- Фонд Мостазафана(інші мови) (Фонд пригноблених)
- Фонд у справах мучеників і ветеранів(інші мови)[100]

Як елітна сила з великими економічними активами, вона перетворилася на те, що деякі спостерігачі називають «недоторканною елітою», і дещо ізольована в іранському суспільстві. 
За словами «колишнього високопоставленого офіцера близькосхідної розвідки», гвардія та її родини «мають власні школи, власні ринки, власні райони, власні курорти. 
Ці райони виглядають як точна копія Беверлі-Гіллз». 

Колишні банки «Ансар» та «Банк Мехр Іран» перебували під управлінням корпусу «IRGC Cooperation Bonyad» до злиття з державним банком «Сепах». 

У 2023 році Ізраїль конфіскував мільйони доларів у криптовалюті, що належала "Хезболлі" та силам "Аль-Кудс" КВІР. 

У 2023-25 рр. Іран значно збільшив свій військовий бюджет, значна його частина була спрямована КВІР. 
У 2023 році військові витрати Ірану оцінювалися в 10,3 мільярда доларів, причому КВІР отримав приблизно 37% цього бюджету, що становить близько 3,8 мільярда доларів. 
До 2024 року загальний військовий бюджет зріс приблизно до 16,7 мільярда доларів, з яких 10,9 мільярда доларів офіційно виділено військовим структурам, а додаткові 5,9 мільярда доларів спрямували через доходи від нафти та Національний фонд розвитку. 
У 2025 році іранський уряд запропонував збільшити військовий бюджет на 200%, виділивши понад половину своїх доходів від експорту нафти та газу, які оцінюються в 12 мільярдів євро, збройним силам, включаючи КВІР. 
Це зростання фінансування підкреслює зосередженість Ірану на посиленні свого військового потенціалу на тлі ескалації регіональної напруженості. 

## У масовій культурі
- Тегеран (телесеріал)
- Батьківщина (телесеріал) (сезон 3, 5)